# 古克斯哈根
古克斯哈根是德国黑森州的一个市镇。总面积26.18平方公里，总人口5230人，其中男性2561人，女性2669人（2011年12月31日），人口密度200人/平方公里。